# Stevoort
Stevoort est une section de la ville belge de Hasselt située en Région flamande dans la province de Limbourg. C'était une commune à part entière avant la fusion des communes de 1977.
Le village est situé à 7 kilomètres au sud-ouest du centre de Hasselt.

## Évolution démographique
Sources: INS, www.limburg.be et Ville de Hasselt

## Personnalités
- Jozef Raskin (1892-1943), missionnaire et résistant belge